# Felix Pegam
Felix Pegam (* 4. April 2004) ist ein österreichischer Fußballspieler.

## Karriere

### Verein
Pegam begann seine Karriere beim SK Sturm Graz, bei dem er ab der Saison 2018/19 auch sämtliche Altersstufen in der Akademie durchlief. Zur Saison 2021/22 rückte er in den Kader der Amateure der Grazer. Sein Debüt in der Regionalliga gab er im Juni 2022, dies blieb zugleich sein einziger Saisoneinsatz. Mit Sturm II stieg er zu Saisonende in die 2. Liga auf.
Im März 2023 debütierte Pegam dann in der 2. Liga, als er am 20. Spieltag der Saison 2022/23 gegen die Kapfenberger SV in der 82. Minute für Senad Mustafić eingewechselt wurde. Dies blieb sein einziger Zweitligaeinsatz für Sturm II. Nach der Saison 2022/23 verließ er Sturm nach 13 Jahren.
Anschließend wechselte er zur Saison 2023/24 zum Regionalligisten SV Allerheiligen.

### Nationalmannschaft
Pegam spielte im Februar 2019 erstmals für eine österreichische Jugendnationalauswahl. Im März 2022 debütierte er gegen Italien im U-18-Team.